# Kostel svatého Josefa (Nové Město)
Kostel svatého Josefa na náměstí Republiky v Praze na Novém Městě je pozdně renesanční kapucínský kostel s přiléhajícím klášterem - Řeholním domem sv. Josefa. Areál kláštera je i s kostelem chráněn jako kulturní památka.

## Historie

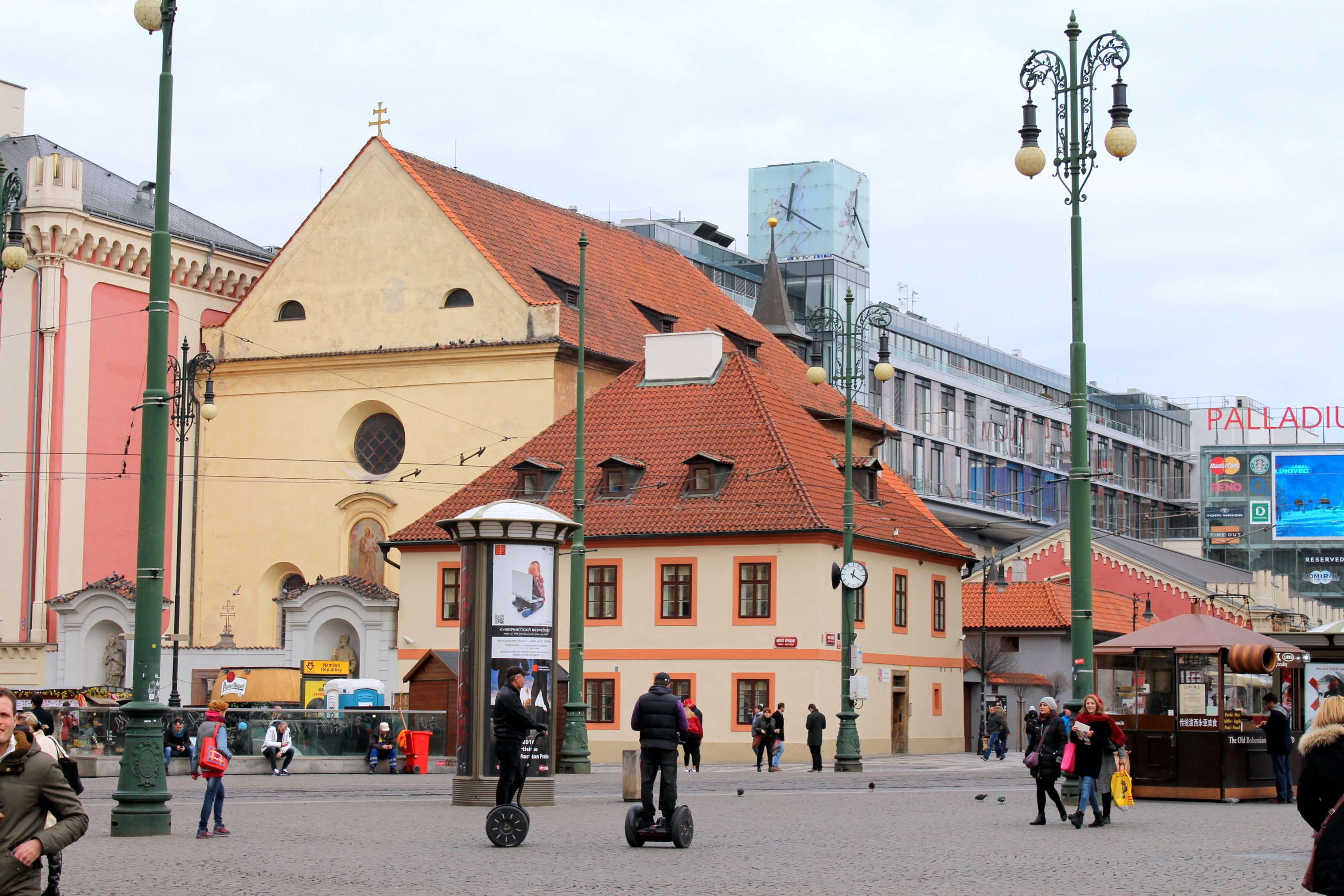
Kostel svatého Josefa s kapucínským klášterem

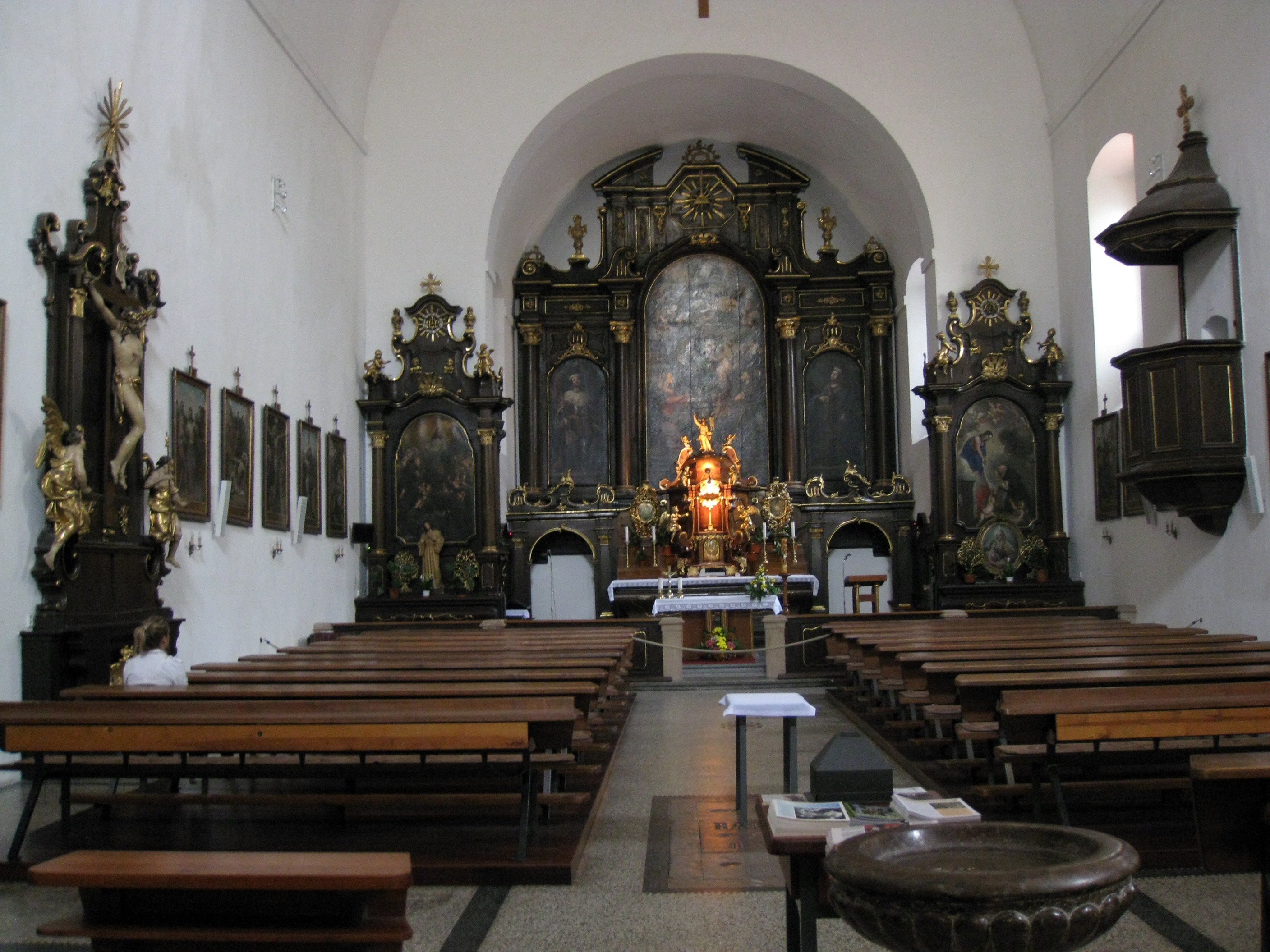
Interiér kostela

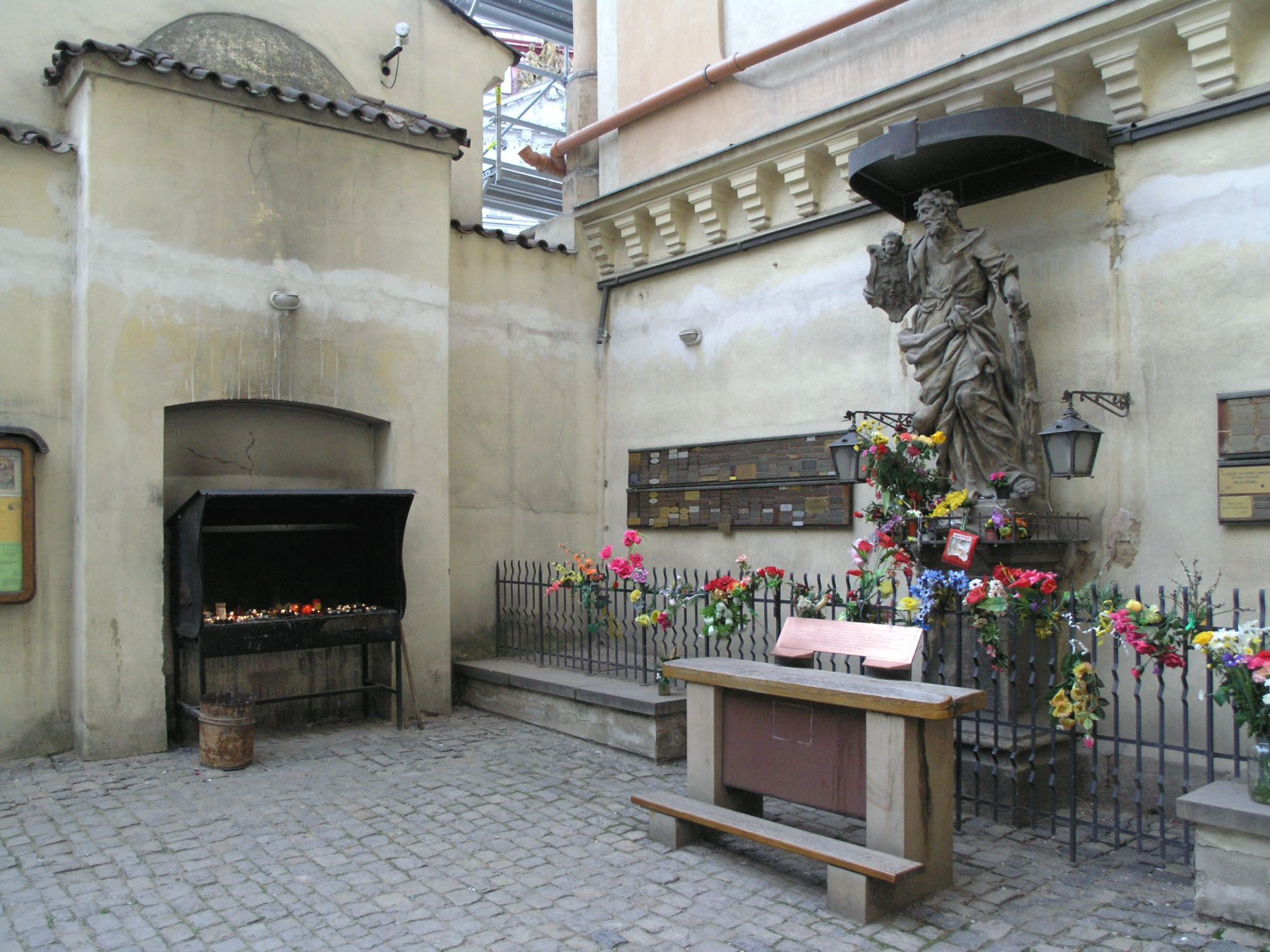
Socha svatého Judy Tadeáše

Nejdříve zde byl roku 1630 založen klášter kapucínů Gerhardem z Questenberka, poté 1636–1653 Melicharem Mayerem kostel. Původně stál klášter vlevo od kostela, kde byl zrušen 1795 a roku 1833 pro konvent postavena novostavba kláštera na pravé straně kostela. O rok později ve staré budově kláštera, sloužící tehdy už jako kasárna, napsal Josef Kajetán Tyl text zpěvohry Fidlovačka aneb Žádný hněv a žádná rvačka včetně budoucí české hymny Kde domov můj. Stará klášterní budova byla zbořena a 1860 nahrazena novostavbou, částečně zachovanou (fasáda) v rámci nákupního centra Palladium.

## Popis

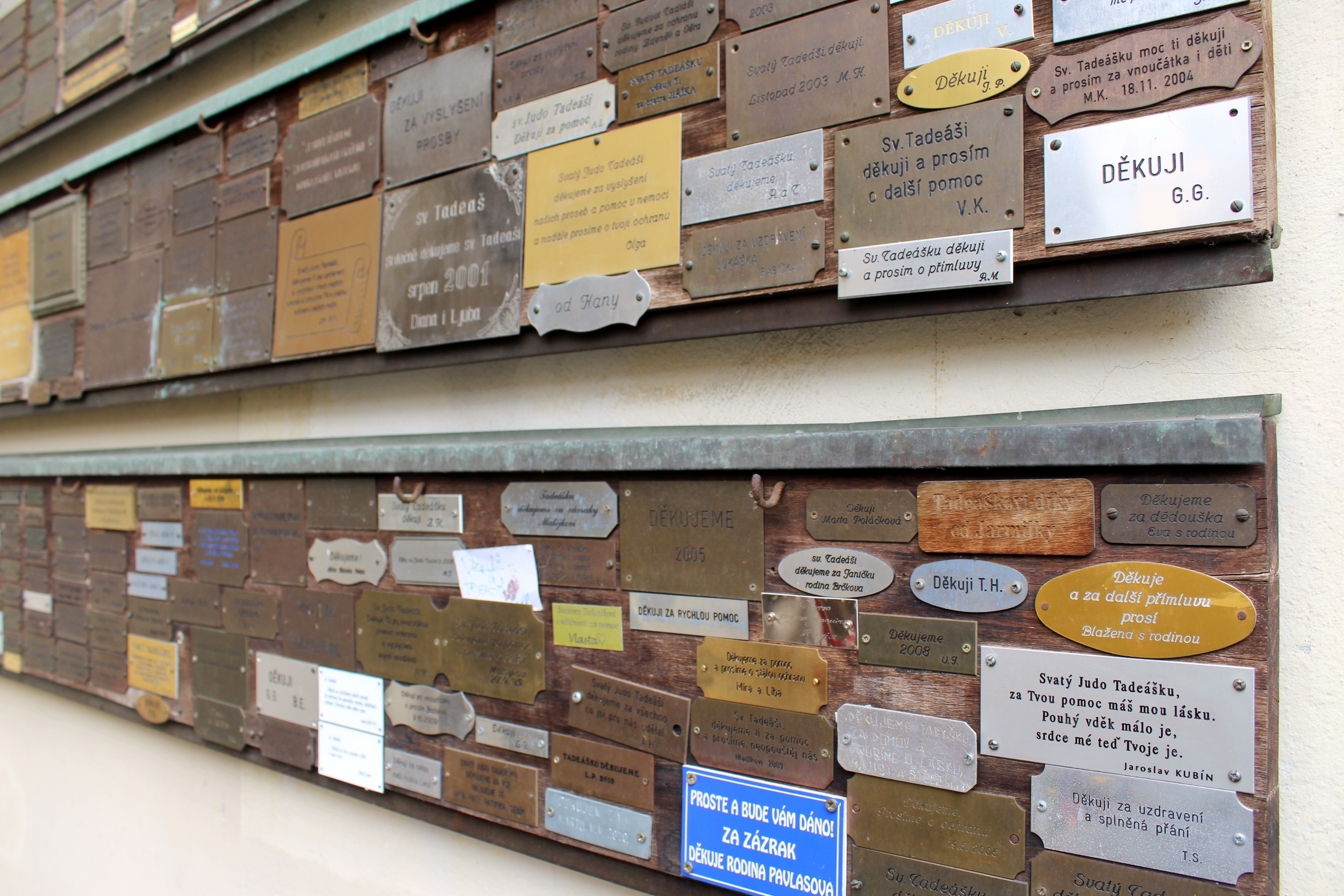
Tabulky Ex voto ke svatému Judovi Tadeáši

Exteriér: Typicky prostá jednolodní kapucínská stavba s valenou klenbou a sedlovou střechou bez věží byla postavena podle projektu Melchiora Meera. Na západním průčelí nad vchodem je umístěn plastický erb zakladatele, svobodného pána Gerharda z Questenberka a trojúhelný štít s obrazem sv. Josefa s Ježíškem. Kostel od náměstí odděluje dvorek (atrium), u jeho levé zdi stojí pod stříškou poutní socha svatého Judy Tadeáše, proslulého přímluvce proti utrpení všech nuzných a nemocných, mezi dvěma sochami andělů. Na zdi jsou umístěny tabulky = ex vota věřících s jejich prosbami, díky a modlitbami k této soše, zvané odedávna Tadeášek.
Do výklenků zdi do náměstí byly ve 30. letech 19. století druhotně umístěny sochy sv. Františka Serafinského a Jana Nepomuckého (1741). Sochy sv. Františka a obou andělů jsou datovány chronogramem 1708, snad z dílny Františka Preisse, tvořily původně sousoší na Karlově mostě, nahrazené novějším dílem se stejným tématem. 
Interiér kostela je rovněž prostý, architektura sedmi oltářů je pozdně barokní z let 1770–1780: 
- Hlavní oltář je třídílný: uprostřed má obraz svatých Josefa s Ježíškem, Panny Marie, Antonína Paduánského a Ludvíka z Toulouse s žehnajícím Bohem Otcem nad nimi; po stranách obrazy sv. Václava v knížecím oděvu a sv. Ludmily. Kupolový tabernákl s anděly a krucifixem na oltářní menze je řezbou z dílny Richarda Prachnera.
- Obrazy dvou bočních oltářů s Apoteózou sv. Antonína Paduánského a sv. Felixe z Cantalice s madonou a Ježíškem jsou díly Karla Škréty z roku 1653.
- Oltář sv. Kříže je sochařský a má pouze krucifix.
- Protějškový oltář sv. Jana Nepomuckého zdobí polychromovaná socha sv. Jana mezi anděly a Bolestné Jezulátko s nástroji svého budoucího utrpení.
- Klasicistní oltář Panny Marie Radostné má sošku této madony uprostřed na tabernáklu. Nad ní manýristický obraz sv. Františka Serafínského přijímajícího od Panny Marie porciunkulový odpustek, pochází z dílny Matyáše Gundelacha ze 2. čtvrtiny 17. století.
- Oltář sv. Fidelia ze Sigmaringen je zasvěcen řádovému světci kapucínů.
- Varhany přepracoval varhanář Schiffner roku 1880.

Betlém V kostele je během vánočních svátků vystavován betlém, který je dílem řezbáře Josefa Chocholy (1866–1918) a jeho synů Josefa, Adolfa a Václava. Josef Chochola pocházel z Příbrami a později se přestěhoval na Smíchov. Od roku 2016 je betlém nově uspořádán tak, aby byl přizpůsoben pohledu malých dětí.
Hroby: hrobka Jana Václava Bílka z Bílenberka (1675) s manželkou a čtyřmi dětmi; mramorový náhrobek se sarkofágem polního maršála Maxmiliána Browna, který byl zraněn v bitvě u Štěrbohol a zemřel nedlouho poté při pruském obléhání Prahy roku 1757; v dlažbě chrámu je vsazena pamětní deska Václava Leopolda hraběte Radeckého z Radče (†1781), strýce slavného vojevůdce, pohřbeného v kryptě. Pod kostelem je zachována podzemní kapucínská krypta.

## Zajímavost
- V klenbě kostela jsou uchovány dvě železné kule z doby pruského bombardování Prahy v roce 1757, kdy byl kostel poškozen.

## Hospic
Kapucínský klášter  byl zrušen v rámci josefínských reforem do roku 1795. Roku 1827 podal provinciál řádu kapucínů žádost na znovuzískání budov. Roku 1832 je armáda vyklidila a roku 1839 zde řád zařídil hospic. K baroknímu domku přiléhá třítraktový klasicistní objekt, který sloužil až do vyhnání řeholníků v roce 1950.